# Rajnagar
Rajnagar (en bengali : রাজনগর) est une upazila du Bangladesh dans le district de Maulvi Bazar. En 1991, on y dénombrait 174 280 habitants.